# 萊塔河畔布魯克
萊塔河畔布魯克（德語：Bruck an der Leitha）是奧地利下奧地利州的市镇，位於該國東北部，面積23.81平方公里，海拔高度156米，該地區自新石器時代有人類居住，2012年人口7,670。